# Le Maître de forges (film, 1933)
Pour les articles homonymes, voir Le Maître de forges (homonymie).
Pour plus de détails, voir Fiche technique et Distribution.
Le Maître de forges est un film français réalisé par Fernand Rivers, supervisé par Abel Gance, sorti en 1933. 
Le film est un remake du film homonyme d'Henri Pouctal, sorti en 1912. Comme celui-ci, il est tiré du roman Le Maître de forges de Georges Ohnet, publié en 1882. Il met notamment en vedette Gaby Morlay et Henri Rollan. 
Une troisième adaptation est à nouveau réalisée par Fernand Rivers en 1948 : Le Maître de forges, avec comme vedettes Hélène Perdrière et Jean Chevrier, le film n'eut pas le succès du précédent.

## Synopsis
Quatre familles sont mises en scène, de Beaulieu, noblesse dont la ruine subite intervient au début du film, Derblay, industriel historique maitre de forges, de Bligny, grande noblesse oisive et dépensière, et Moulinet, très riche industriel parvenu et sans éducation. Entre ces personnages va se jouer un ballet de calculs matrimoniaux, d'espoir déçus, de regrets, de tromperies, de résignation, de jalousie et de perfidie.
Claire de Beaulieu, riche héritière, devait épouser le duc de Bligny, mais apprenant sa ruine, le duc s'écarte d'elle et préfère la riche Athénaïs Moulinet dont le père, jouant de sa fortune, ferait tout pour accéder au beau monde. Claire, qui est tenue ignorante de sa ruine, accepte par dépit la demande en mariage de Philippe Derblay. Claire et Athénaïs se sont connues adolescentes en pension et ont toujours été rivales. Claire n'aime pas Philippe et ce dernier est déçu de ce mariage, ils vont vivre sans se parler, mais peu à peu Claire se rapproche de lui jusqu'à comprendre sa grandeur d'âme.

## Fiche technique
- Titre : Le Maître de forges
- Réalisation : Fernand Rivers
- Supervision : Abel Gance
- Scénario : Abel Gance, Fernand Rivers, d'après le roman de Georges Ohnet
- Photographe : Georges Lucas, Harry Stradling Sr.
- Montage : Roger Mercanton
- Musique : Henri Verdun
- Pays de production :  France
- Société de production : Directeurs Français Associés
- Format : Noir et blanc — 35 mm — 1,37:1 — Son : Mono
- Genre : Film dramatique
- Durée : 98 minutes (1 h 38)
- Date de sortie :
  - France : 30 novembre 1933

## Distribution
- Gaby Morlay : Claire de Beaulieu
- Léon Belières : Monsieur Moulinet
- Paule Andral : Marquise de Beaulieu
- Jacques Dumesnil : Gaston de Bligny
- Henri Rollan : Philippe Derblay
- Rivers Cadet : Baron de Prefont
- Christiane Delyne : Athénaïs Moulinet
- Ghislaine Bru : Suzanne Derblay
- Guy Parzy : Octave de Beaulieu
- Irma Génin : Baronne de Prefont
- Claude Bénédict
- Jean Dulac
- Jane Marken
- Marcel Maupi

## Citation
« ... ce Maître de forges modernisé qu'il [Gance] conduisit en 1933 pour Fernand Rivers. En fait, il n'en fut que le conseiller technique et ne mérite de figurer dans sa filmographie qu'à ce titre. Fernand Rivers, abandonnant la direction du Théâtre de la Porte Saint-Martin qui périclitait, désirait se lancer dans la réalisation de films populaires pour le public du samedi soir. »

— Roger Icart, Abel Gance, auteur et ses films alimentaires, revue 1895, n°31, 1895 en ligne